# Immesheim
Immesheim là một đô thị thuộc thuộc huyện Donnersberg, Đức. Đô thị Immesheim có diện tích 2,99 km², dân số thời điểm ngày 31 tháng 12 năm 2006 là 150 người.